# It’s a Free World
It’s a Free World ist ein sozialkritischer Spielfilm von Ken Loach aus dem Jahr 2007.

## Handlung
Der Film beginnt mit Einblicken in zahlreiche Arbeitsvermittlungsgespräche. Eine britische Arbeitsvermittlungsagentur sucht in Polen nach Arbeitskräften für den englischen Markt. Eine der Arbeitsvermittlerinnen ist Angie. Am Abend flirtet sie in einer Bar mit Karol, einem jungen Polen, da rufen die Kollegen sie an ihren Tisch. Ihr Chef legt ihr besitzergreifend die Hand auf den Hintern, sie fühlt sich belästigt und gießt ihm sein Getränk ins Gesicht. Am nächsten Tag ist sie ihren Job los. Aber Angie will sich nicht kleinkriegen lassen und beschließt, selbst eine Zeitarbeitsfirma zu gründen. Dabei soll Rose, ihre Mitbewohnerin, die bisher in einem Callcenter gearbeitet hat, ihr helfen. Rose hat Bedenken, erklärt sich dann aber dazu bereit. Ein Bekannter stellt den Hof seiner Gaststätte als Abholplatz zur Verfügung. Angie legt sich ein Motorrad zu, das zu ihrem Markenzeichen wird – mit unter dem Helm hervorflatterndem Blondhaar düst sie von nun an von Firma zu Firma. Es sind vor allem polnische und andere osteuropäische Arbeiter, die Angie mit steigendem Erfolg wochen-, tage- oder stundenweise vermittelt. Rose macht für sie die Buchhaltung. Sehr bald treten auch Ausländer ohne Papiere an sie heran. Bei einem Iraner zeigt Angie ein Herz und nimmt ihn und seine Familie vorübergehend bei sich auf, obwohl Rose ihr dringend davon abrät, sich auf Illegale einzulassen.
Angie muss sich neben dem Geschäft auch um ihren 11-jährigen Sohn Jamie kümmern, der einen Schulkameraden verprügelt hat. Jamie wächst bei Angies pensionierten Eltern auf. Ihm fehlt die Mutter. Die Großeltern werden zur moralischen Instanz, und Angie bemüht sich, mit Geld wettzumachen, was sie als Mutter versäumt. Eines Tages macht einer der von Angie mit Arbeitskräften „belieferten“ Arbeitgeber pleite. Der Lohn für die aufgebrachten polnischen Arbeiter wird einbehalten. Karol, ihr polnischer Flirt, der auch geprellt wurde, hilft ihr als Dolmetscher, kann aber auch nicht verhindern, dass sie von aufgebrachten Arbeitnehmern eines Abends niedergeschlagen und mit Fußtritten traktiert wird.
Trotz dieser Geschehnisse wird Angie immer skrupelloser. Sie wittert ein Riesengeschäft mit illegalen Ukrainern. Um Wohnplatz für sie zu schaffen, liefert sie die Bewohner eines Wohnwagenplatzes, darunter auch die ihr bekannte iranische Familie, der Polizei aus. Rose kann und will das nicht mehr mittragen. Es kommt zum endgültigen Bruch zwischen den Freundinnen.
Auf Drängen ihrer Eltern nimmt sie Jamie ein paar Tage zu sich, aber mehr als brutale Fernsehfilme mit ihm anzusehen, fällt ihr nicht ein. Eines Abends verschwindet Jamie, als er dem Pizzaboten öffnet. Angie sucht nach ihm. Als sie in ihre nicht abgeschlossene Wohnung zurückkehrt, wird sie von drei um ihren Lohn geprellten Osteuropäern überfallen, gefesselt und geknebelt. Sie drohen damit, ihrem Sohn etwas anzutun, und nehmen das gesamte unrechtmäßig gehortete Geld mit. Angie verspricht ihnen, den restlichen fehlenden Lohn auch noch zu begleichen – Jamie bekommt sie daraufhin heil zurück.
Die letzten Bilder zeigen Angie in Kiew, wie sie eiskalt ukrainische Arbeiterinnen gegen Schmiergeld für den englischen Arbeitsmarkt anwirbt.

## Kritiken
- „Der eigentliche Bösewicht in diesem Stück ist das System, das die Seele der Menschen korrumpiert, sie in die Lage bringt, so zu handeln wie Angie. Wie Ken Loach das tut, ist bewundernswert und von langer Erfahrung geprägt. Sein Film ist schnell, effektiv und flüssig erzählt. Die Dialoge haben viel Witz. Mit leichter Hand verdichten sie komplizierte Vorgänge immer wieder zu kleinen, präzisen Skizzen, die differenziert sind und doch gleichzeitig ein Problem ohne billige Parteinahme zuspitzen.“ (Frankfurter Allgemeine Zeitung)[2]
- Ken Loach „bringt es aber fertig, das doppelte Gesicht seiner Superfrau zu zeigen, die mit ihrer kraftstrotzenden Existenz einerseits solidarische Gefühle, mit ihrem skrupellosen Treiben aber auch ebenso viel Abscheu weckt.“ (Neue Zürcher Zeitung)[3]

## Auszeichnungen
It’s a Free World feierte seine Uraufführung auf den 64. Filmfestspielen von Venedig, wo er im Wettbewerb um den Goldenen Löwen vertreten war und Kierston Wareing für die Coppa Volpi als Beste Darstellerin gehandelt wurde. Zwar hatten Film und Hauptdarstellerin gegenüber Ang Lees Thriller Gefahr und Begierde beziehungsweise der später Oscar-nominierten Australierin Cate Blanchett (I’m Not There) das Nachsehen, doch wurde It’s a Free World mit der Goldenen Osella für das beste Drehbuch, dem EIUC- und SIGNIS-Award prämiert. Im selben Jahr erhielt Wareing zwei Nominierungen bei den British Independent Film Awards, während 2008 eine Nominierung für den britischen Fernsehpreis BAFTA folgte.